# HD 215191
HD 215191，又名BD+37 4670，SAO 72652、HR 8651，是一颗恒星，视星等为6.43，位于銀經96.64，銀緯-18.42，其B1900.0坐标为赤經22h 38m 22.9s，赤緯+37° -18.42′ 45″。